# Кочкорский аильный округ
Кочкорский аильный округ (аймак) — административная единица в Кочкорском районе Нарынской области Кыргызстана.
Код COATE — 41704 235 816 00 0

## Население
По данным переписи 2022 года, в аильном округе проживало 18 649 человек.

## Административное деление
В состав Кочкорского аильного округа ныне входят населённые пункты:
- Кочкорка
- Тендик
- Большевик

## Известные уроженцы
- Усен Бейшеев — советский военнослужащий. В Рабоче-крестьянской Красной армии служил с августа 1942 по декабрь 1946 года. Воинская специальность — наводчик артиллерийского орудия. Участник Великой Отечественной войны. Полный кавалер ордена Славы. Воинское звание на момент демобилизации — гвардии сержант. С 1968 года гвардии старшина в отставке.
- Сагымбай Орозбаков — манасчи, сказитель киргизского эпоса «Манас».
- Турдакун Усубалиевич Усубалиев — советский государственный и партийный деятель, первый секретарь ЦК Коммунистической партии Киргизской ССР (1961—1985 год). Герой Киргизской Республики (1999).
- Урмат Кадыкеевич Саралаев — Чрезвычайный и Полномочный Посол Кыргызской Республики, политик, дипломат, публицист, кандидат философских наук, доктор политических наук, академик Международной Академии наук Турон Республики Узбекистан, Почетный профессор Чуйского университета (Кыргызстан).
- Исабек Исаков — советский и киргизский писатель, поэт, переводчик, журналист. Заслуженный деятель культуры Кыргызской Республики.
- Баялы Дикамбаевич Исакеев — советский государственный и партийный деятель.

## Примечание
1. ↑  Государственный классификатор система обозначений объектов административно-территориальных и территориальных единиц Кыргызской республики. Архивная копия от 18 марта 2018 на Wayback Machine — Бишкек: Национальный статистический комитет Кыргызской республики, 2017.
2. ↑  Численность населения областей, районов, городов,поселков городского типа, айылных аймаков и айылов (сел) Кыргызской Республики Архивная копия от 10 ноября 2021 на Wayback Machine (на 2022 год).